# Гапонова, Нина Николаевна
Нина Николаевна Гапонова (до 1990 — Григорьева; род. 23 декабря 1939, Пенза) — советская и российская артистка оперы (контральто). Заслуженная артистка РСФСР (1976).

## Биография
В 1968 окончила Ленинградскую консерваторию (класс Н. А. Серваль). В 1966—1968 пела в Ленинградском театре оперы и балета им. Кирова, исполнила там партию Вани, Ольги («Евгений Онегин»), Фёдора («Борис Годунов») и др.
С 1968 по 1997 солистка Большого театра. Дебютировала в опере «Царская невеста» (Петровна, реж. О. М. Моралев). Исполнила около 40 партий. Нина Николаевна сумела создать целый ряд запоминающихся образов в первую очередь характерных.

## Видеозаписи
- 1978 — «Борис Годунов» Модеста Мусоргского, Мамка Ксении, дир. Борис Хайкин
- 1980 — «Садко» Николая Андреевича Римского-Корсакова, Нежата, дир. Юрий Симонов.

## Семья
Муж — Евгений Гапонов (р. 1937), полковник в отставке, ветеран войны в Афганистане, руководитель Фонда поддержки отечественного музыкального искусства имени П. И. Чайковского. Пасынок — известный российский тележурналист Сергей Гапонов (р. 1971).